# Distrito de San Juan de Yanac
San Juan de Yanac es un distrito (municipio) peruano de la provincia de Chincha, situada en el departamento de Ica. Según el censo de 2017, tiene una población de 1129 habitantes.
Limita por el norte con los distritos de Chavín y San Pedro de Huacarpana; por el este y por el sur con la provincia de Castrovirreyna; y por el oeste con los distritos de Chavín y Alto Larán.

## Historia
Fue creado el 12 de febrero de 1965, durante el primer gobierno del arquitecto Fernando Belaúnde Terry, por Ley N.º 15433.

## Geografía
San Juan de Yánac es uno de los tres distritos ubicados en la zona de la sierra de la provincia de Chincha.
Ocupa un territorio de 500.40 km²  y está situado a una altitud de 2533 m s. n. m.

## Autoridades

### Municipales
- 2023-2026
  - Alcalde: Wagner Valentín Fernández Chávez

- 2019-2022
  - Alcalde: Edgar Rodríguez Vilcapuma
    - Regidores: Romel Vilcapuma Munayco, Arwin Teófilo Quispe Páucar, Ruth Yory Auris Romero, Albino Chávez Cahuana, Rosa Irene Quispe Chánquez. (Alianza para el progreso)

- 2015-2018
  - Alcalde: Daniel Fernández Galindo
    - Regidores: Jhonson De la Cruz Cristóbal, Alinda Pérez Flores, Alex Cahuana Chávez, Mario Reynoso Yactayo

- 2011-2014
  - Alcalde: Edgar Rodríguez Vilcapuma
    - Regidores: Francisco Carmen Fernández Aybar (ARI), Oswaldo Francisco Canchari Guerra (ARI), Jaime Americo Vilcapuma Salvatierra (ARI), Nancy Isabel Auris Romero (ARI), Carlos Vilcapuma Quispe (Alianza Unidad Regional).

- 2002-2010: 
  - Alcalde: Grover Orisar Galindo Cahuana

- 1994-2001
  - Baldomero Fernández Ramos

- 1990-1993
  - Raúl Yactayo F.

- 1967-1969
  - Alcalde: Gerardo Felipe Vilcapuma Saravia
    - Regidores: Octavio Quispe Alfonzo, Gregorio Quispe Rodríguez, Concepción Cristóbal Canchari, Mariano Martines Lázaro, Javier Federico Contreras Yactayo (Acción Popular)

## Festividades
- San Juan
- Virgen de la Asunción